# نوريس سيتي (إلينوي)
نوريس سيتي (بالإنجليزية: Norris City)‏ هي منطقة سكنية تقع في الولايات المتحدة في إلينوي. يقدر عدد سكانها بـ 1,057 نسمة .

## الموقع الجغرافي
الموقع الجغرافي للمناطق المحيطة بهذه النقطة هو كالتالي:

## أعلام
- ماكس موريس
- فلويد نيوكيرك